# Betatrón

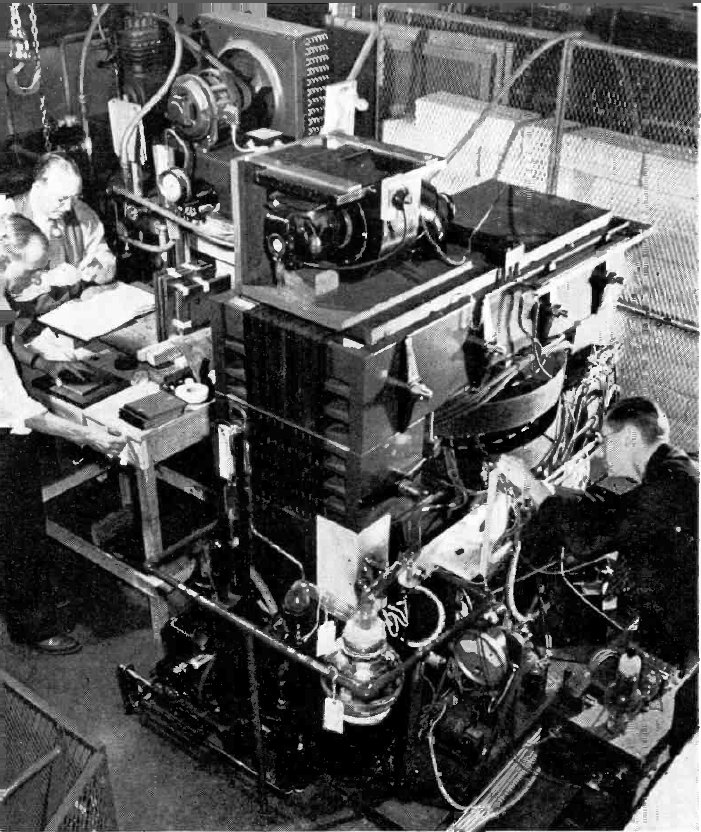
El primer betatron, un acelerador de partículas que acelera electrones, construido en la Universidad de Illinois en 1940 por Donald W. Kerst. A la derecha trabajando en las piezas polares. Consistía en un electroimán de 4 toneladas con una cámara de vacío en forma de rosquilla que rodeaba la pieza polar y producía 24 Mev de electrones.

Un betatrón es un acelerador de partículas desarrollado por Donald Kerst en la Universidad de Illinois en 1940 para acelerar electrones. El betatrón es esencialmente un transformador con un gran tubo vacío como su bobina secundaria. Una corriente alterna en la bobina primaria acelera electrones, en el tubo de vacío que hace de bobina secundaria, haciéndolos girar alrededor de una trayectoria circular. El nombre "betatrón" (como referencia a las partículas beta, un electrón rápido) fue elegido durante una competencia del departamento. Otras propuestas fueron rheotrón, inductrón, e incluso el nombre Ausserordentlichhochgeschwindigkeitelektronenentwickelndenschwerarbeitsbeigollitron, palabra alemana que significa «intenso trabajo de producción de electrones de velocidad extraordinariamente alta, pardiez-tron».
La órbita estable de los electrones satisface {\displaystyle \theta _{0}=2\pi r_{0}^{2}H_{0}} donde {\displaystyle \theta _{0}} es el flujo con la órbita donde {\displaystyle r_{0}} es el radio y {\displaystyle H_{0}} el campo magnético a {\displaystyle r_{0}}. En otras palabras, el campo magnético en la órbita debe ser la mitad de promedio del campo magnético sobre su sección representativa circular.
Los Betatrones fueron históricamente usados en experimentos de física de partículas para proveer rayos de electrones de alta energía —sobre los 300 MeV. Si el rayo de electrones es dirigido a una lámina de metal, el betatrón puede ser usado como una fuente de rayos x o de rayos gamma; esos rayos x pueden ser usados con aplicaciones industriales y médicas.
Ya que la masa del electrón aumenta como masa relativista, el ciclotrón se hace menos eficiente a altas energías, poniendo un límite al rayo de energía. Este efecto relativista fue superado en la siguiente generación de aceleradores, el sincrotrón.